# Funastrum utahense
Funastrum utahense är en oleanderväxtart som först beskrevs av Georg George Engelmann, och fick sitt nu gällande namn av Liede och Meve. Funastrum utahense ingår i släktet Funastrum och familjen oleanderväxter. Inga underarter finns listade i Catalogue of Life.